# إشني مانانيلاج
إشني مانانيلاج- (من مواليد 11 أغسطس 1988) هي لاعب كريكيت من مواليد سريلانكا وتلعب لصالح منتخب الإمارات العربية المتحدة
للكريكيت.  في يوليو 2018، تم اختيارها ضمن تشكيلة الإمارات العربية المتحدة لبطولة تصفيات كأس العالم للسيدات ICC Twenty20 لعام 2018.  شاركت إشني في بطولة العالم العشرين للسيدات (WT20I) مع الإمارات العربية المتحدة ضد تايلاند، وذلك في تصفيات بطولة العالم العشرين في 12 يوليو 2018. 

## إحصائيات مهنة إشني مانانيلاج[4]
الضرب والتعامل مع الكرة
| format | Mat | INNS | NO | Runs | HS | Afe  | Bf | SR    | 100s | 50s | 4s | 6s | Ct | St |
| ------ | --- | ---- | -- | ---- | -- | ---- | -- | ----- | ---- | --- | -- | -- | -- | -- |
| WT20Is | 7   | 4    | 1  | 16   | 7  | 5.33 | 23 | 69.56 | 0    | 0   | 0  | 0  | 1  | 0  |

البولينج
| WT20Is | 7 | 3 | 24 | 20 | 3 | 3/0 | 3/0 | 6.66 | 5.00 | 8.0 |

## روابط خارجية
- إشني مانانيلاج at ESPNcricinfo